# Zufriedenheit
Als Zufriedenheit wird in der Psychologie und Soziologie eine Situation bezeichnet, in der die vollständige Erfüllung aller Erwartungen oder Ziele eintritt. Gegensatz ist die Unzufriedenheit.
Zum Begriff der Zufriedenheit gibt es in zahlreichen Lexika der Pädagogik, Psychologie oder Soziologie keine Eintragungen. Immanuel Kant zufolge ist die eigentliche Zufriedenheit „dem Menschen unerreichbar: weder in moralischer […] noch in pragmatischer Hinsicht“. Nach Friedrich Kluge (1934) wurde die Präposition „zu-“ im Zusammenhang mit dem mittelhochdeutschen „Vride“ („Friede“) zur Beschreibung von Zuständen („zufrieden sein“) verwendet. Der Begriff Zufriedenheit ist nicht neutral, sondern umfasst alle Grade der Zufriedenheit; auch das Gegenteil Unzufriedenheit gehört als „nicht vorhandene Zufriedenheit“ dazu.

## Ausprägungen der Zufriedenheit
Die gesteigerte Zufriedenheit mit sich selbst ist die Genugtuung. Sie muss sich nicht nach außen zu erkennen geben wie dies beim Stolz der Fall ist. Die Zufriedenheit des Menschen mit seinem Handeln heißt Selbstzufriedenheit. Sie muss wahrhaft und sittlich sein, sonst artet sie in Selbstgefälligkeit aus.

## Zufriedenheit als Tugend
Zufriedenheit oder Genügsamkeit als Vorsatz oder Weltanschauung ist oft religiös gestützt, wie es etwa dem Volkslied Was frag’ ich viel nach Geld und Gut, / Wenn ich zufrieden bin von Johann Martin Miller (1776, Vertonung von Christian Gottlob Neefe, ebenfalls 1776) zu entnehmen ist.

## Zufriedenheit als Ziel
Die Zufriedenheit kann im Rahmen des Prozesses der Lebensbewältigung ein persönliches Ziel des Menschen sein, das zu einem Zufriedenheitserfolg führen kann. Sie ist ein Ziel, das einerseits entdeckt werden möchte und andererseits in der Realisierung mit Anstrengungen verbunden ist. Die Zufriedenheit tritt im Leben nicht automatisch ein, sondern sie muss sich in der ständigen Auseinandersetzung mit der Unzufriedenheit behaupten. Wer in die totale Unzufriedenheit abgleitet, wird im Unglück enden. Letztlich wird derjenige Mensch eher zufrieden und glücklich werden, der es versteht, seine inneren Erfahrungen zu steuern bzw. zu kontrollieren und negative Erlebnisse positiv zu verarbeiten.

## Forschung
Die Zufriedenheitsforschung hat eine mit dem Begriff des Glücks verbundene Vorgeschichte. Als erster Ansatz gilt Frederick Winslow Taylors 1911 erschienenes Buch über das Scientific Management, worin die Arbeitszufriedenheit des Arbeiters über Lohnanreize thematisiert wurde. Robert Hoppock schloss sich 1935 ebenfalls mit einer Untersuchung  über die Arbeitszufriedenheit an, dem Fritz Roethlisberger/William Dickson 1939 folgten. Oswald Neuberger fasste 1974 die Theorien über die Arbeitszufriedenheit zusammen.

## Soziologie
Der Soziologe Günter Wiswede stellte 1980 folgende Gleichung auf, wobei die Zufriedenheit {\displaystyle Z} das Ergebnis der Gegenüberstellung vom bisher Erreichten {\displaystyle E_{i}} zum noch zu Erstrebendem {\displaystyle E_{s}} ist:
{\displaystyle Z={\frac {E_{i}}{E_{s}}}}.
Zufriedenheit ist also die Gegenüberstellung von Istwerten und Sollwerten im Hinblick auf einen bestimmten Sachverhalt.

## Betriebswirtschaftslehre
Die klassische ökonomische Theorie unterstellte meist, dass das Anspruchsniveau der Wirtschaftssubjekte mit ihrem idealen Leistungsziel übereinstimme. Darauf beruht vor allem das Prinzip der Gewinnmaximierung und Nutzenmaximierung, die mangels Quantifizierung jedoch keine operationalen Unternehmensziele bzw. persönlichen Ziele eines Privathaushalts darstellen und daher durch greifbarere Ziele wie das Anspruchsniveau ersetzt werden sollten. George Katona übertrug das psychologische Anspruchsniveau vor allem auf betriebswirtschaftliche Vorgänge und entwickelte den Begriff des „befriedigenden Gewinns“, dem er das „Gewinnmaximum“ gegenüberstellte. „Befriedigend“ oder „zufriedenstellend“ kann der Gewinn des vorherigen Geschäftsjahres oder vergleichbarer Konkurrenzunternehmen sein.

## Arten
Spezifische Arten der Zufriedenheit sind in der Wirtschaft die Arbeitszufriedenheit, Mitarbeiterzufriedenheit und Kundenzufriedenheit. Im Alltag gibt es noch die Lebenszufriedenheit. Alle vier Begriffe sind neutral, denn sie stellen nicht von vorneherein auf eine positive Wortbedeutung der Zufriedenheit ab. Eine sehr geringe Arbeitszufriedenheit ist deshalb tatsächlich eine Unzufriedenheit.

### Arbeitszufriedenheit
Arbeitszufriedenheit ist die relativ überdauernde Einstellung einer Arbeitsperson gegenüber verschiedenen Aspekten wie Arbeitsaufgabe, Arbeitsbedingungen, Arbeitsentgelt und weiteren Rahmenbedingungen.
Der Arbeitszufriedenheit liegt insbesondere die Zwei-Faktoren-Theorie von Frederick Herzberg (1959) zugrunde. Die beiden Faktoren sind:
- Hygienefaktoren (englisch dissatisfier) wie angemessenes Arbeitsentgelt, soziale Beziehungen zu Kollegen und Vorgesetzten oder Arbeitssicherheit bewirken zwar „keine Unzufriedenheit“, aber noch keine Zufriedenheit.
- Motivatoren (englisch satisfier) wie intrinsische Arbeitsmotivation (Arbeit macht Spaß, das Arbeitsentgelt genießt keine Priorität), Anerkennung, Arbeitsinhalt, Erfolgserlebnisse oder Karriereaussichten führen zur Arbeitszufriedenheit. Fehlen sie, gibt es zwar keine Unzufriedenheit, aber noch keine Zufriedenheit.

Die Arbeitszufriedenheit betrifft die Zufriedenheit mit der Arbeit, den Arbeitsbedingungen, dem Arbeitsplatz und der Arbeitszeit. Sie kann durch einen Soll-Ist-Vergleich bestimmt werden, indem die Erwartungen bzw. Anspruchsniveaus (Sollwerte) der tatsächlichen Erfüllung und der Bedürfnisbefriedigung (Istwerte) gegenübergestellt werden.

### Kundenzufriedenheit
Kundenzufriedenheit liegt vor, wenn die Kundenerwartungen vollständig durch das Preis-Leistungs-Verhältnis (angemessener Marktpreis sowie erwartbare Produkt- oder Dienstleistungsqualität) erfüllt werden. Bei der Massenfertigung wird die Kundenzufriedenheit eher zu erreichen sein, weil die Kunden gewisse Standard-Erwartungen etwa bei Standardprodukten hegen. Bei der Einzelfertigung (Build-to-Order, Kundenauftrag) dagegen müssen individuelle Kundenlösungen gefunden werden. Unzufriedenheit wird durch zu hohe Erwartungen des Kunden, eine Schlechtleistung des Unternehmens oder eine Kombination von beiden hervorgerufen. Beschwerden, Reklamationen oder Rückrufaktionen sind Indizien für Unzufriedenheit.

### Lebenszufriedenheit

Lebenszufriedenheit weltweit

Als Lebenszufriedenheit wird die Zufriedenheit einer Person mit ihrer tatsächlichen Lebenslage verstanden. Die Lebenszufriedenheit kann allgemein mit der Arbeitszufriedenheit in Zusammenhang gebracht werden, sie wird sogar als deren Hauptkomponente angesehen.
Lebenszufriedenheit und Glück werden häufig als Synonyme angesehen, sind es aber nicht. Lebenszufriedenheit beinhaltet ausschließlich kognitive Aspekte, Glück dagegen impliziert im engeren Sinne auch affektive Prozesse des Menschen. Während das Glücksgefühl ständig variieren kann, erweist sich die Lebenszufriedenheit dagegen als weitgehend konstant.

#### Erhebung der Lebenszufriedenheit
Seit Jahren wird auf EU-Ebene (Eurobarometer Survey) und mittlerweile verstärkt in Großbritannien die Zufriedenheit sowohl mit dem Leben allgemein als auch mit einzelnen Aspekten abgefragt. Ziele der Erhebungen dieser Zufriedenheitsindikatoren („Subjective Well-Being“) sind es, mehr über die Faktoren für Zufriedenheit zu lernen, und langfristig, die Zufriedenheit der Bürger zu steigern, direkt erreichen und messen zu können.
In Bhutan ermittelt eine staatliche Kommission für das Bruttonationalglück regelmäßig die Zufriedenheit der Bevölkerung. Die vier Kriterienfelder des Bruttonationalglücks (englisch Gross national happiness) sind eine sozial gerechte Gesellschafts- und Wirtschaftsentwicklung, die Förderung kultureller Werte, der Umweltschutz sowie gute Verwaltungsstrukturen. Es wird darüber diskutiert, der Steigerung des Bruttonationalglücks Verfassungsrang zu geben.

#### Probleme bei Erhebungen
Das Hauptproblem bei Erhebungen und Umfragen zum Thema Zufriedenheit beruht in der Subjektivität der Definition bzw. in der Subjektivität der Empfindung „Zufriedenheit“. Deshalb definieren viele Forscher(innen) im Bereich der Kunden- oder der Arbeitszufriedenheit diese der Einfachheit halber als „Abwesenheit von Unzufriedenheit“, wobei die Unzufriedenheit ihrerseits als „Nichterfüllung der gestellten Erwartungen“ definiert wird. Gefragt wird nach den Erwartungen des Individuums sowie dem Grad der Erfüllung dieser Erwartungen. Werden die Erwartungen nicht nur erfüllt, sondern übertroffen, stellt sich ein Gefühl der Zufriedenheit ein.
Selbstverständlich muss bei Erhebungen zum Thema Zufriedenheit auf die Einhaltung der grundsätzlichen Anforderungen von Wissenschaftlichkeit bei qualitativen oder quantitativen Forschungsmethoden geachtet werden, damit die Ergebnisse aussagekräftig sind. Die meisten solcher Umfragen im Internet oder in Zeitschriften können diesen Anforderungen nicht gerecht werden.
Im Marketing existiert unter anderem die Methode CSI (Customer Satisfaction Index) oder DZG (Dienstleistungszufriedenheit), die versucht, die Kundenzufriedenheit zu ermitteln. Die Befragung fußt auf der gleichzeitigen Feststellung der Qualität (Bewertung der Leistung) und der Erhebung der Erwartungshaltung für eine Eigenschaft oder Leistung beim Befragten. Die algorithmische Verknüpfung der beiden Ergebnisse ergibt danach den Wert der Zufriedenheit.

### Mitarbeiterzufriedenheit
Mitarbeiterzufriedenheit ist die Zufriedenheit mit einem gegebenen betrieblichen Arbeitsverhältnis. Die Mitarbeiterzufriedenheit betrifft die Einstellung eines Mitarbeiters zur Arbeitsumgebung, zum Betriebsklima, zu Vorgesetzten und zu den Umweltzuständen. Es wird davon ausgegangen, dass Mitarbeiterzufriedenheit organisationales Commitment gegenüber dem Unternehmen und seinen Unternehmenszielen fördert und damit direkte Wirkungen auf die Leistungsbereitschaft und Leistungsmotivation der Mitarbeiter verbunden sind. Die Mitarbeiterzufriedenheit ist umso größer, je geringer die Diskrepanz zwischen den erwarteten (Sollwert) und den tatsächlichen Arbeitsbedingungen (Istwert) ist.

## Zufriedenheitsgrad
Der Zufriedenheitsgrad {\displaystyle ZG} ist eine Kennzahl, welche die tatsächlich erreichten Istwerte {\displaystyle I} den Erwartungen (Sollwerte) {\displaystyle E} gegenüberstellt:
{\displaystyle Z={\frac {E_{i}}{E_{s}}}}.
Formal ist der Zufriedenheitsgrad mit dem Zielerreichungsgrad identisch. Liegt der Zufriedenheitsgrad bei 100 %, wurden sämtliche Erwartungen erfüllt, bei 0 % ist völlige Unzufriedenheit vorhanden. Zufriedenheitsgrade von über 80 % drücken hohe Zufriedenheit aus, während bei Zufriedenheitsgraden von unter 50 % von Unzufriedenheit gesprochen werden muss. Bei der Kundenzufriedenheit wird entsprechend die Kundenerwartung der vom Verkäufer erbrachten Ist-Leistung gegenübergestellt. Hohe Zufriedenheitsgrade sind die Voraussetzung dafür, dass die Arbeitsleistung (Arbeitszufriedenheit), Mitarbeiterleistung (Mitarbeiterzufriedenheit) oder Güternachfrage (Kundenzufriedenheit) stabil bleiben oder gar steigen.

## Zufriedenheit, Gesundheit und Lebensqualität
Zufrieden zu sein ist ein wichtiger Teil des biologischen, psychischen und sozialen (subjektiven) Wohlbefindens, der im Allgemeinen die Gesundheit und Lebensqualität entscheidend mitbestimmt. Gerade auch in Beruf und Ausbildung prägt Zufriedenheit den individuellen Erfolg wesentlich mit. Zufriedene Menschen bilden im Allgemeinen keine oder kaum Symptome aus. So gesehen kann Zufriedenheit auch als Kriterium für erfolgreiche Psychotherapien herangezogen werden. Um beruflich zufrieden zu sein, hilft (selbst)reflexives Verhalten.